# (2719) Suzhou
(2719) Suzhou ist ein Asteroid des Hauptgürtels, der am 22. September 1965 am Purple-Mountain-Observatorium in Nanjing entdeckt wurde.
Benannt ist der Asteroid nach der chinesischen Stadt Suzhou in der Provinz Jiangsu.